# Leo Gómez Celdrán
Leoncio Gómez Celdrán (Cartagena, (Región de Murcia); 9 de diciembre de 1979), conocido popularmente como Leo, es un exfutbolista español. Jugaba de defensa y se retiró en el Cartagena FC.

## Trayectoria
Tras destacar en el equipo juvenil del Cartagena FC, el entrenador del  FC Cartagena (por entonces llamado  Cartagonova FC), Javier Quintana, contó con el jugador para el proyecto de ascenso a Segunda división B en 1997.
Leo estaría en la entidad cartagenera hasta el año 2001, cuando se marchó al Villarreal para jugar en el equipo filial que era el Onda a cambio de 25 millones de pesetas.
En el año 2002 ficha por el Mar Menor, equipo en el que permanece durante tres temporadas, llegando a disputar el play-off de ascenso a Segunda división B los tres años seguidos pero sin conseguirlo. 
En 2005 volvió a casa para volver a fichar por el equipo en que debutó, ahora con el nombre de FC Cartagena. En la temporada  2008-2009, su última campaña en el club, consigue el ascenso a la  Segunda División
En 2009 abandona el Fútbol Club Cartagena tras jugar un total de 136 partidos en dos etapas y marcar 4 goles, y ficha por el Cartagena FC de Tercera División.
En 2011 convierte en Coordinador de las Bases del Fútbol Club Cartagena, pues el Cartagena FC vuelve a convertirse en filial. A principio de la temporada 2011-12 anuncia su retirada como futbolista para pasar a ser ojeador del Real Madrid C. F. en el sureste español.

## Clubes
| Club                 | País   | Años      |
| -------------------- | ------ | --------- |
| Cartagena FC Juvenil | España | ?-1997    |
| Cartagonova FC       | España | 1997-2001 |
| Onda                 | España | 2001-2002 |
| Mar Menor            | España | 2002-2005 |
| FC Cartagena         | España | 2005-2009 |
| Cartagena FC         | España | 2009-2011 |

## Palmarés

### Títulos nacionales de club
- Campeón de liga de Tercera división con el Cartagonova FC, 1997-1998; y con el Mar Menor, 2003-2004.
- Campeón de liga de Segunda división B con el Cartagena, 2005-2006 y 2008-2009.